# Malkaridae
Famille
Synonymes
- Pararchaeidae Forster & Platnick, 1984
- Sternodidae Moran, 1986

Les Malkaridae sont une famille d'araignées aranéomorphes.

## Distribution

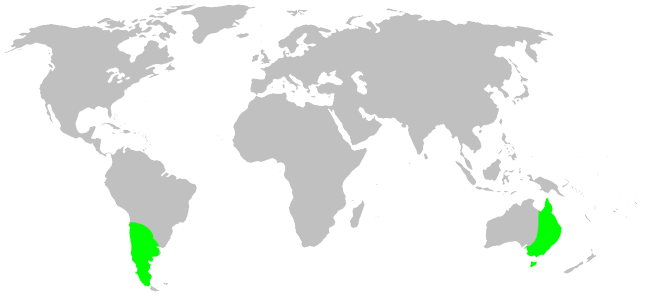
Distribution

Les espèces de cette famille se rencontrent  en Australie, en Nouvelle-Zélande, en Nouvelle-Calédonie, en Argentine et au Chili.

## Paléontologie
Cette famille n'est pas connue à l'état fossile.

## Taxonomie
Cette famille rassemble 57 espèces dans treize genres.
La famille des Pararchaeidae a été placée en synonymie avec les Malkaridae par Dimitrov et al. en 2017.

## Liste des genres
Selon World Spider Catalog (version 21.0, 15/05/2020) :
- Anarchaea Rix, 2006
- Carathea Moran, 1986
- Chilenodes Platnick & Forster, 1987
- Flavarchaea Rix, 2006
- Forstrarchaea Rix, 2006
- Malkara Davies, 1980
- Nanarchaea Rix, 2006
- Ozarchaea Rix, 2006
- Pararchaea Forster, 1955
- Perissopmeros Butler, 1932
- Tingotingo Hormiga & Scharff, 2020
- Westrarchaea Rix, 2006
- Whakamoke Hormiga & Scharff, 2020

## Publication originale
- Davies, 1980 : Malkara loricata, a new spider (Araneidae: Malkarinae) from Australia. Verhandlungen. 8. Internationaler Arachnologen-Kongress, Wien, 1980, p. 377-382.